# 1991년 코소보 독립 국민투표
1991년 코소보 독립 국민투표는 1991년 9월 8일에 코소보에서 실시된 국민투표로 코소보의 유고슬라비아 사회주의 연방공화국에서 독립 여부를 결정하는 투표이다. 1990년 코소보 지역의 정치 체제인 코소보 사회주의 자치주가 세르비아 당국에 의해 해체되었으나 자치주 의회는 알바니아 의원들이 비밀리 진행하는 지하 회의를 통해 계속 운영되었다. 한편 코소보 자치주 의회는 1991년 9월 22일 코소보 공화국을 주권 독립 국가로 선언했다.
유권자 중 87%가 이 투표에 참여했으며 이 중 99.98%가 코소보의 독립을 찬성했다. 한편 코소보 인구의 10%를 차지하는 세르비아계는 투표 참가를 거부했다. 